# Bray Shop
Bray Shop – wieś w Anglii, w Kornwalii. Leży 97 km na północny wschód od miasta Penzance i 315 km na zachód od Londynu.